# SN 2009jh
SN 2009jh – supernowa typu II odkryta 2 sierpnia 2009 roku w galaktyce A144910+2925. W momencie odkrycia miała maksymalną jasność 18,90m.